# 1827 a tudományban
Az 1827. év a tudományban és a technikában.

## Események
- Törvénybe iktatják a Magyar Tudós Társaság, azaz a Magyar Tudományos Akadémia megalapítását (1827. évi XI. törvénycikk)[1]

## Fizika
- Robert Brown angol botanikus  vízben elkevert virágporszemcsék vizsgálata során elsőként figyeli meg a később Brown-mozgásnak elnevezett jelenséget

## Születések
- április 5. – Joseph Lister angol sebész, az antiszeptikus sebészeti eljárások felfedezője és meghonosítója († 1912)
- október 27. – Marcellin Berthelot francia szerves- és fizikai-kémikus, tudománytörténész († 1907)

## Halálozások
- február 26. – Jean Henri Hassenfratz  francia fizikus és kémikus (* 1755)
- március 5. – Pierre-Simon de Laplace francia matematikus, csillagász és fizikus (* 1749)
- március 5. – Alessandro Volta olasz fizikus, aki 1800-ban feltalálta (vagy inkább felfedezte) a galvánelemet (* 1745)
- április 3. – Ernst Chladni német fizikus, akusztikus, feltaláló (* 1756)
- július 14. – Augustin-Jean Fresnel francia fizikus, kultúrmérnök (* 1788)
- szeptember 19. – Morten Thrane Brünnich dán zoológus, mineralógus  (* 1737)